# 清水街道
清水街道，是中华人民共和国安徽省芜湖市鸠江区下辖的一个乡镇级行政单位。

## 行政区划
清水街道下辖以下地区：
清苑社区、军滩社区、清水社区、联盟社区、三友社区、王拐社区、永镇社区、方局社区、富强社区、周圣社区、曙光社区、罗渡社区和大闸社区。